# Hortfund von Schaprode
Der Hortfund von Schaprode, auch als Silberschatz von Schaprode bezeichnet, ist ein im Jahr 2018 bei Schaprode auf Rügen geborgener Hortfund. Er besteht aus rund 600 Teilen aus Silber, darunter hauptsächlich Hacksilber, und hat ein Gesamtgewicht von 1,5 kg. Mit etwa 100 Silbermünzen als Prägungen des dänischen Königs Harald Blauzahn aus der Wikingerzeit stellt der Hort den bislang größten Fund dieser Münzart im südlichen Ostseeraum dar.

## Entdeckung
Am 28. Januar 2018 untersuchten zwei ehrenamtliche Bodendenkmalpfleger der Interessengemeinschaft De Ackerlöper – Arbeitsgemeinschaft Bodendenkmalpflege Insel Rügen, darunter ein Schüler, das Flurstück Kirchacker bei Schaprode unweit eines bronzezeitlichen Hügelgrabes.
Der Schüler fand mit seinem Metallsuchgerät eine Silbermünze. Zur Bergung des gesamten Fundes nahm das verständigte Landesamt für Kultur und Denkmalpflege Mecklenburg-Vorpommern im April 2018 eine archäologische Untersuchung vor, die ein etwa 400 m² großes Areal auf dem Acker umfasste.

## Fundstücke
Die Archäologen des Landesamtes für Kultur und Denkmalpflege Mecklenburg-Vorpommern bargen bei ihrer Untersuchung mehr als 600 Silbergegenstände. Sie werden anschließend nummeriert, in Fundlisten aufgenommen und im Landesamt begutachtet sowie konserviert. Ihr Erhaltungszustand wird aufgrund der günstigen Bodenverhältnisse mit einem weniger sauren Boden als gut bezeichnet. Bei den Fundstücken handelt es sich um Münzen, Halsreife, Fibeln, Perlen und einen Thorshammer. Die Münzen und Schmuckstücke waren vielfach zerkleinert („zerhackt“), um sie als Gewichtswährung einzusetzen.
Unter den Münzen befinden sich „Kreuzbrakteaten“, mit einem christlichen Kreuz versehene Münzen mit einem Gewicht von 0,3 Gramm. Sie wurden in geringen Stückzahlen unter dem dänischen König Harald Blauzahn geprägt, der sie an seine Gefolgschaft ausgab.
Zum Hort zählen auch Münzen aus dem englischen und orientalischen Raum, was die damalige Handelstätigkeit im Ostseeraum belegt. Der Numismatiker Lutz Ilisch datierte einen umgearbeiteten Damaskus Dirham als älteste Münze des Schatzes auf das Jahr 714 und Otto-Adelheid-Pfennige als Schlussmünzen, die ab 983 geprägt wurden. Er nimmt anhand der Münzdatierungen an, dass der Hort in den späten 980er Jahren vergraben worden ist.
Nach dem Bekanntwerden der Fundbergung entstand eine Diskussion zum Verbleib der Fundstücke. Laut dem Landesarchäologen Detlef Jantzen gehöre der Silberschatz wegen seines wissenschaftlichen Wertes in ein archäologisches Landesmuseum, wie das Archäologische Landesmuseum Mecklenburg-Vorpommern. Nach Auffassung von Politikern aus dem Landkreis Vorpommern-Rügen sollte der Schatz in der Region ausgestellt werden, wie im Stralsund Museum, wo bereits der Hiddenseer Goldschmuck gezeigt wird. 2019 kamen weitere, mögliche Ausstellungsorte ins Gespräch, wie das Pommersche Landesmuseum in Greifswald, das Archäologische Freilichtmuseum Groß Raden und das Kulturhistorische Museum Stralsund.

## Bewertung
Archäologen deuten den Hortfund als typischen „Versteckfund“, der in einem damals unbesiedelten Gebiet niedergelegt wurde. Mit seiner Lage unweit eines bronzezeitlichen Grabhügels befand sich der Hort an einer Landmarke.
Der Hort wird von Archäologen mit dem dänischen König Harald Blauzahn in Verbindung gebracht. Möglicherweise ist er während der Flucht des Königs nach Pommern in Folge der verlorenen Ostseeschlacht gegen seinen Sohn Sven Gabelbart im Jahr 986 in der Erde vergraben worden. Ein gleichartiger Hintergrund wird beim Hiddenseer Goldschmuck angenommen, der 1872 und 1874 in etwa 5 km Entfernung am Neuendorfer Strand auf der Ostseeinsel Hiddensee entdeckt wurde.
Laut der Landesarchäologie Mecklenburg-Vorpommern handelt es sich um den größten Einzelfund von Blauzahn-Münzen im südlichen Ostseeraum. Er sei deshalb von herausragender Bedeutung. Vergleichbare Münzfunde gab es bisher nur im Gebiet des früheren Dänenreiches, wie in Husby und Harndrup.

## Ehrung der Finder
2018 sollte aufgrund des Fundes die Interessengemeinschaft De Ackerlöper – Arbeitsgemeinschaft Bodendenkmalpflege Insel Rügen mit dem Friedrich-Lisch-Denkmalpreis des Landes Mecklenburg-Vorpommern ausgezeichnet werden. Die Gruppe lehnte den Preis allerdings ab und begründete dies damit, dass durch die Fokussierung auf den Schatzfund ihre ehrenamtliche Tätigkeit als Bodendenkmalpfleger nicht ausreichend berücksichtigt wurde. Darüber hinaus kritisierte sie die Berichterstattung der Medien, die den Fund einem Schüler zuschrieben, obwohl ein Team von acht Personen daran beteiligt war. Stattdessen stiftete Kulturministerin Birgit Hesse den mit 4.000 Euro dotierten Preis für die Weiterbildung der etwa 150 ehrenamtlichen Bodendenkmalpfleger in Mecklenburg-Vorpommern.